# Еловец
Еловец (Јеловец, мкд. Еловец) насеље је у Северној Македонији, у средишњем државе. Јеловец припада општини Чашка.

## Географија
Еловец је смештен у средишњем делу Северне Македоније. Од најближег већег града, Велеса, насеље је удаљено 16 km југозападно.
Насеље Еловец се налази у историјској области Грохот. Насеље је смештено у долини реке Тополке. Западно од насеља издиже се планина Јакупица. Надморска висина насеља је приближно 320 метара.
Месна клима је континентална.

## Становништво
Еловец је према последњем попису из 2002. године имао 46 становника.
Према истом попису претежно становништво у насељу су етнички Македонци (100%).
Већинска вероисповест је православље.